# ¡Ay Jalisco, no te rajes! (película)
¡Ay Jalisco, no te rajes! es una película de comedia ranchera mexicana de 1941, dirigida por Joselito Rodríguez y protagonizada por Jorge Negrete, Gloria Marín, Carlos López «Chaflán», Ángel Garasa y Evita Muñoz «Chachita». Esta película está basada en la novela homónima de Aurelio Robles Castillo.

## Argumento
Los padres de Salvador Pérez Gómez mueren misteriosamente y el niño crece cuidado por Chaflán, el peón de sus padres, y Radilla, el cantinero español quien es su padrino. Bajo las enseñanzas de este último, jura vengar la muerte de sus padres. Salvador se enamora de Carmela quien está comprometida con Felipe aunque no lo quiere y solo se casará para salvar a su padre de la ruina. Chachita, es la sobrina de Carmen y a su corta edad (4 años) hace la labor de cupido entre su tía y Salvador. Salvador obtiene el apodo de «el Ametralladora» cuando, en una pelea de gallos, mata a cinco personas de cinco disparos consecutivos. Con la ayuda de «el Mala Suerte» y Chaflán, logra vengar la muerte de sus padres.

## Reparto
- Jorge Negrete como Salvador Pérez Gómez «El Ametralladora»
- Gloria Marín como Carmela
- Carlos López «Chaflán» como Chaflán
- Ángel Garasa como El Malasuerte
- Evita Muñoz «Chachita» como Chachita
- Víctor Manuel Mendoza como Felipe Carbajal
- Miguel Inclán como Chueco Gallegos
- Antonio Bravo como Radilla
- Arturo Soto Rangel como Sr. Salas
- Ángel T. Sala como General Carbajal
- Manuel Noriega como Inspector
- Max Langler como El Zorro
- Narciso Busquets como Juancho
- Pepe del Río como Chava (Joven Salvador)
- Lucha Reyes como Cantante
- Antonio Badú como Cantante
- Trío Tariácuri
- Trío Ascensio del Rio
- Luis Díaz como Profesor
- David Valle González como Peleador de gallos